# São José do Rio Preto
São José do Rio Preto (auch Rio Preto genannt, amtlich portugiesisch Município de São José do Rio Preto) ist eine Stadt im Nordwesten des Bundesstaates São Paulo, Brasilien, etwa 442 Kilometer entfernt von der Hauptstadt São Paulo. Im Juli 2021 lebten schätzungsweise 469.173 Menschen in São José do Rio Preto, die Rio-Pretenser genannt werden und auf einer Gemeindefläche von rund 431,9 km² leben. Sie ist Teil der Metropolregion São José do Rio Preto.

## Geographie
Die Stadt liegt zu beiden Ufern des Rio Preto („Schwarzer Fluss“), der wenige Kilometer südwestlich bei Cedral seine Quelle hat und bei Pontes Gestal in den Rio Turvo mündet, welcher wiederum in den Rio Grande einfließt. Rio Preto liegt auf einer Höhe von 489 Metern.
Umliegende Gemeinden sind im Norden Ipiguá, Onda Verde, im Osten Guapiaçu, Cedral, im Süden Bady Bassitt und im Westen Mirassol.

### Distrikte
Die Gemeinde ist in Distrikte unterteilt:
- São José do Rio Preto – Hauptdistrikt
- Engenheiro Schmitt
- Talhado

### Vegetation
Das Biom ist Mata Atlântica.

### Klima
Die Gemeinde hat tropisches Klima, Aw nach der Klimaklassifikation nach Köppen und Geiger. Die Durchschnittstemperatur ist 23,4 °C. Die durchschnittliche Niederschlagsmenge liegt bei 1465 mm im Jahr. Im Südsommer fallen in Rio Preto deutlich mehr Niederschläge als im Südwinter.

## Geschichte
Als Stadtgründung gilt der 19. März 1852, als von João Bernardino de Seixas Ribeiro auf einem bereits zu Ehren des Heiligen Josefs, dem heutigen Stadtpatron, gestifteten Land eine Kapelle und ein Holzkreuz errichtet wurde. 1879 wurde die sich daraus entwickelnde Siedlung als Distrito de São José do Rio Preto zu einem Verwaltungsbezirk der Stadt Jaboticabal. Am 19. Juli 1894 wurde São José do Rio Preto selbst zum Município erhoben und aus Jaboticabal ausgegliedert. Die Fläche betrug damals 26.000 km². Diese wurde in den nächsten Jahrzehnten in Distrikte gegliedert, aus denen selbständige Städte wurden. 1906 wurde die Stadt in Município de Rio Preto umbenannt, nahm den alten Namen aber 1944 wieder an. Rio Preto wurde zu einem Handelszentrum in der Region, nachdem der Ort 1912 an die Eisenbahnlinie Estrada de Ferro Araraquarense angeschlossen war.
São José do Rio Preto ist Sitz des Erzbistums São José do Rio Preto.

## Bevölkerung
Rio Preto hat nach der Volkszählung 2010 408.258 Einwohner und zählt damit zu den 50 größten Städten Brasiliens. Die Bevölkerungszahl wurde zum 1. Juli 2021 auf 469.173 Einwohner geschätzt.

## Verkehr
Die Stadt ist ein wichtiger Verkehrsknotenpunkt, vier wichtige Autobahnen kreuzen hier: SP-310 (Washington Luís), BR-153 (Transbrasiliana), SP-425 (Assis Chateaubriand) und SP-427 (Décio Custódio da Silva). Inmitten der Stadt liegt der Flughafen São José do Rio Preto.

### Zugunglück vom 24. November 2013
Am 24. Oktober 2013 entgleiste ein mit 1000 Tonnen Mais beladener Güterzug der Firma America Latina Logística (ALL) im Ort. Die Entgleisung kostete 10 Menschen das Leben und zerstörte zwei Häuser.

## Sport
Die zwei größten Fußballvereine von São José do Rio Preto sind der Rio Preto Esporte Clube im Estádio Anísio Haddad und der América Futebol Clube im Estádio Benedito Teixeira.

## Städtepartnerschaften
- Volksrepublik China: Nantong (seit 2010)